# فهرست خدایان مرگ
فهرست خدایان مرگ (انگلیسی: List of death deities) بسیاری خدای مرگ را در اسطوره یا دین خود گنجانده‌اند. از آنجایی که مرگ، همراه با زایمان (تولد)، یکی از بخش‌های اصلی زندگی بشر است، این خدایان ممکن است اغلب یکی از مهم‌ترین خدایان یک دین باشند. در برخی از ادیان که در آنها یک خدای قدرتمند تنها موضوع پرستش است، خدای مرگ یک آنتاگونیست (مخالف یا مقابله گر) است که خدای اولیه با او مبارزه می‌کند.

## غربی

#### رومی
- Dea Tacita، الهه مردگان
- خدایان زیرین، خدایان روم باستان مرتبط با مرگ و عالم اموات
- دیس پاتر، خدای عالم اموات
- Laverna، الهه دزدها، کلاهبرداران، و عالم اموات
- لمورها مرده بدخواه
- Libitina، الهه تشییع جنازه و تدفین
- دی من‌ها، ارواح مردگان
- مانیا (اسطوره)، الهه مرگ
- Mors، تجسم مرگ، معادل یونانی تاناتوس
- Nenia Dea، الهه تشییع جنازه
- ارکوس، مجازات کننده سوگند شکسته. معمولاً با پلوتون تا می‌شود
- پلوتون (اسطوره)، فرمانروای عالم اموات
- پروسپینا، ملکه عالم اموات
- سورانوس، خدای زیرزمینی سابین مورد قبول رومیان.
- فهرست خدایان رومی، خدایانی که پس از مرگ روح و بدن را از هم جدا می‌کنند.